# 610

## Догађаји
- 4. октобар – Ираклијанска побуна: Цар Ираклије I стиже са флотом из Африке у Цариград. Потпомогнут устанком у престоници, он збаци и лично одруби главу цару Фоки. Ираклије преузима престо уз помоћ свог оца Ираклија Старијег. Његов први велики чин је промена званичног језика Источног римског царства са латинског на грчки језик. Због тога се, после 610. године, Царство обично назива Византијско царство.
- Авари нападају Фурланско војводство, важан тампон између Краљевине Лангобарда у Италији и Словена. Током борби Гисулф II умире и његово војводство је пропало.
- Краљ Витерик је убијен током банкета у Толеду од стране групе племића. Наслеђује га Гундемар, војвода од Нарбона, који постаје краљ Визигота у Хиспанији.
- Краљ Теудерик II губи Алзас, Шампањ и Тургау од свог старијег брата Теудеберта II од Аустразије. Његова бургундска војска је поражена источно од планине Јура против Алемана.
- Волшка Бугарска настаје на територији савремене Русије, као прва цивилизација у региону која је настала од раних Словена.
- Селиф ап Синан наследио је свог оца Цинана Гарвина на месту краља Повиса (Велс).
- Папирну технологију увози у Јапан из Кине корејски будистички свештеник Дам Јинг.
- Мухамед почиње са 40 година да проповеда религију која ће се звати ислам. Мухамед окупља следбенике, рецитујући им прве стихове Кур'ана, чиме започиње откровење Кур'ана.
- Папа Бонифације IV председава Римским сабором за обнову монашке дисциплине. Међу присутнима је и Мелит, први епископ Лондона.[4]
- Колумбан и Гал започињу свој мисионарски рад у Брегенцу, близу Боденског језера (Швајцарска).
- Јован V Милостиви постаје патријарх Александрије.

## Смрти
- Википедија:Непознат датум — Свети Тома - хришћански светитељ и патријарх цариградски.
- Википедија:Непознат датум — Преподобни мученици Саваити - хришћански светитељи.